# Муравьёв-Апостол, Матвей Иванович
Матве́й Ива́нович Муравьёв-Апо́стол (1793—1886) — декабрист, участник восстания Черниговского полка, автор воспоминаний. Его братья Ипполит и Сергей также декабристы. Сергей был казнён как один из предводителей восстания.

## Биография

### Детство
Родился в Санкт-Петербурге в старинной дворянской семье — 18 (29) апреля 1793 или 25 апреля (6 мая) 1793 года. Родители — Анна Семёновна и Иван Матвеевич Муравьёв-Апостол. Приходился праправнуком гетмана левобережной Украины Д. Апостола.
Вместе с братом Сергеем учились в частном пансионе в Париже (до 1809 года). Осенью 1810 года оба брата были приняты в открывшийся институт Корпуса инженеров путей сообщения.

### Военная служба
В ноябре 1811 года вступил в военную службу — подпрапорщиком в лейб-гвардии Семёновский полк. С ним участвовал в Отечественной войне 1812 года и заграничных походах русской армии. За храбрость, проявленную в Бородинском сражении, был награждён солдатским Георгиевским крестом («по большинству голосов от нижних чинов седьмой роты») и произведён в прапорщики (18.12.1812). Участвовал в сражениях под Витебском, Тарутино, Малоярославцем, Люценом, Бауценом, Кульмом (где был ранен и награждён орденом Св. Анны 3-й ст.), Лейпцигом, Парижем.
В 1814 году, вернувшись в Россию, продолжал военную службу: подпоручик (с 13.01.1816), поручик (с 02.02.1817). С 01.01.1818 был назначен в Полтаву адъютантом к малороссийскому генерал-губернатору генерал-адъютанту кн. Н. Г. Репнину-Волконскому; с 15.12.1819 — штабс-капитан. Был переведён в лейб-гвардии Егерский полк с оставлением в должности адъютанта Репнина — 24.01.1821; затем майором — в Полтавский пехотный полк(с 21.03.1822). Вышел в отставку 21 января (2 февраля) 1823 года в чине подполковника, жил в имении Хомутец Миргородского уезда Полтавской губернии.

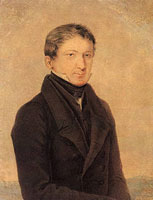
Портрет работы Н. И. Уткина

### В тайных обществах
Масон, член ложи «Соединённых друзей» и «Трёх добродетелей» (1816 — 3 мая 1820).
Был одним из основателей первого тайного политического общества декабристов — «Союза спасения», членом коренной управы «Союза благоденствия» и Южного общества декабристов, представителем которого был в Петербурге (май 1823 — август 1824); вёл переговоры об объединении Южного и Северного обществ. С июня 1823 по август 1824 был полномочным представителем Южного общества в Петербурге, стараясь соединить оба общества. Был согласен на истребление императорской фамилии. Вместе со своим братом участвовал в восстании Черниговского полка (29 декабря 1825 г. — 3 января 1826 г.).

### Арест и приговор
Приказ об аресте — 19 декабря 1825 года, арестован утром 29 декабря подполковником Гебелем в Трилесах, освобождён офицерами Черниговского полка. Вторично арестован между селом Ковалёвкой и селом Королёвкой — 3 января 1826 года и отправлен в Белую Церковь, оттуда в Москву, из Москвы отправлен 14 января, прибыл в Петербург на главную гауптвахту 15 января; 17 января переведён в Петропавловскую крепость («присылаемого Муравьёва, отставного подполковника, посадить по усмотрению и содержать строго») в № 20 бастиона Трубецкого, в мае 1826 показан в № 35 Кронверкской куртины.
В Алфавите Боровкова было отмечено:

В показаниях своих он был весьма чистосердечен, а в продолжение исследования, мучимый угрызениями совести, впал в отчаяние и хотел уморить себя голодом, но успокоился, будучи убеждён кроткими внушениями веры.

Осуждён по 1-му разряду и по конфирмации 10 июля 1826 года был приговорён в каторжную работу на 20 лет.

### Крепость и Сибирь
Отправлен в Роченсальм в Финляндии — 17 августа 1826 (приметы: рост 2 аршина 4 4/8 вершков, «лицо белое, чистое, круглое, глаза светло-карие, нос большой, остр, волосы на голове и бровях тёмно-русые, на правой щеке небольшие бородавки, на правой же ноге от большого пальца второй и третий вместе сросши, на правой ляжке рана от навылет прошедшей пули и имеет шрам»).
22 августа 1826 года срок каторги был сокращён до 15 лет, а затем по личному распоряжению Николая I он был сразу отправлен на пожизненное поселение в Сибири. Отправлен в Сибирь 2 октября, прибыл в Иркутск в конце ноября 1827; прибыл в Якутск 24 декабря; отправлен в Вилюйск Якутской области — 6 января 1828 года. По прошению сестры Е. И. Бибиковой разрешён перевод в Бухтарминскую крепость Омской области — 13 марта 1829 года, доставлен из Иркутска в Омск — 29 августа 1829 года, прибыл в Бухтарминскую крепость — 5 сентября 1829 г. В июне 1832 года генерал-губернатор Западной Сибири Вельяминов разрешил ему жить в доме статского советника Бранта в 1 версте от крепости около речки Селезнёвки, затем устроился в собственном доме, который купил у чиновника Залейщикова. Разрешено перевести в Ялуторовск — 3 июня 1836 года, выехал из Бухтарминской крепости — 25 сентября 1836 г., прибыл в Ялуторовск — 1 октября 1836 года.

### После амнистии

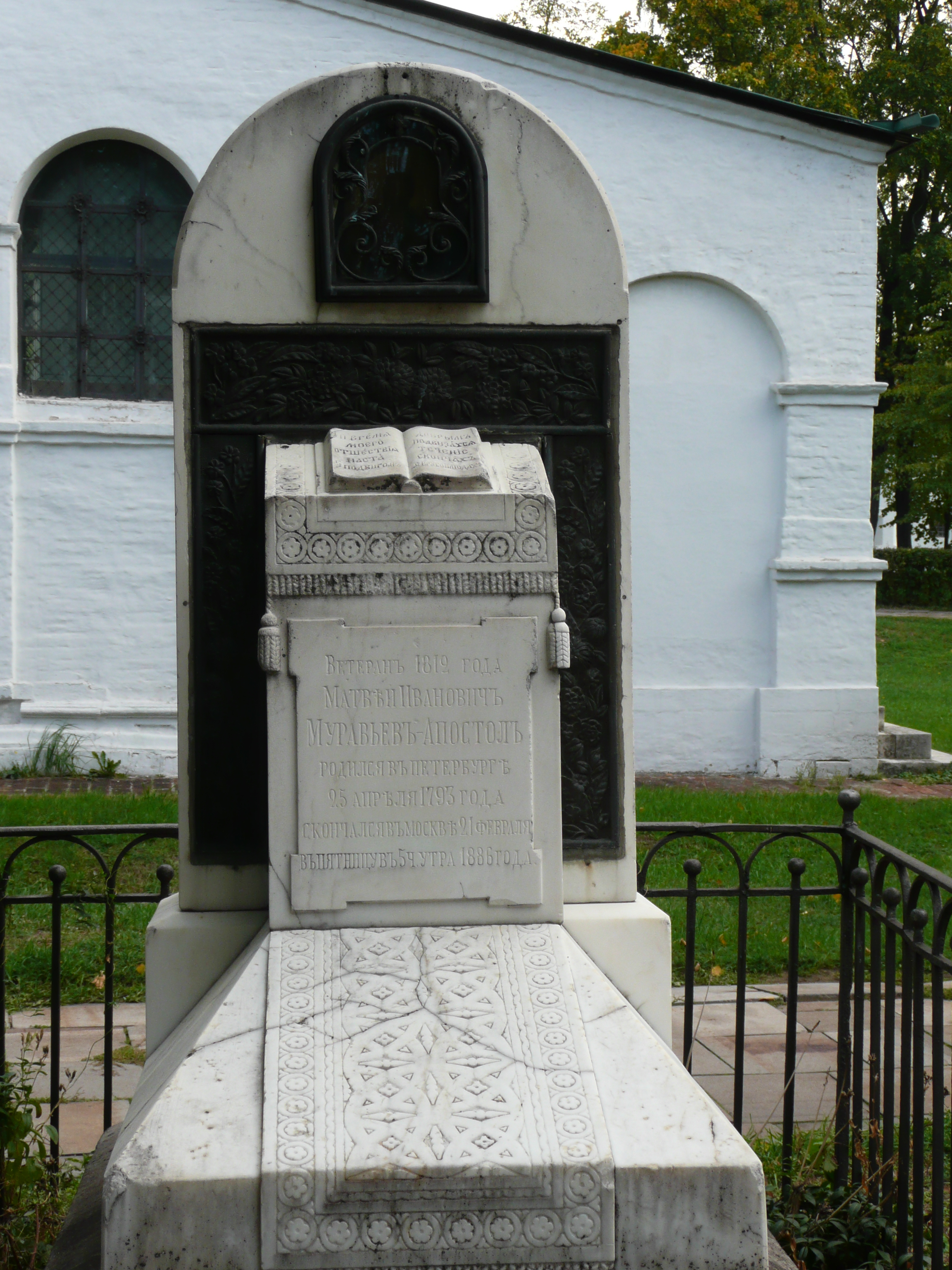
Могила М. И. Муравьёва-Апостола

По амнистии 26 августа 1856 года он был восстановлен в прежних правах, вернулся из Сибири, переехал в Тверь — 12 апреля 1857 года. В 1860 году обосновался в Москве, где неоднократно встречался с Л. Н. Толстым, собиравшим материал о декабристах.

М. И. Муравьёв-Апостол — автор воспоминаний, до конца жизни оставшийся верным своему прошлому
…не только по свежему о нём воспоминанию и по горячей любви к этому прошлому и к своим товарищам, но также и по верности своим высоким гуманным принципам…
За три года до смерти продиктовал свои воспоминания о пребывании в Сибири. Составил список известных ему дат и мест захоронений декабристов. Получил разрешение жить в Москве с 14 августа 1858 года; разрешено жить в Петербурге и носить Кульмский крест и военную медаль 1812 года — 27 апреля 1863 года; возвращён солдатский Георгиевский крест (в связи с 200-летием лейб-гвардии Семёновского полка) — в 1883 году.
Умер 21 февраля (5 марта) 1886 года в Москве. Был похоронен в Новодевичьем монастыре.

## Семья
Жена (с 1832) — Мария Константиновна Константинова (1810 — 3 января 1883), дочь священника, похоронена в Москве на Ваганьковом кладбище. Единственный сын умер в 1837 году.
Приёмные дочери — Августа Павловна Созонович и Анна Бородинская. Обеим в 1860 году разрешено называться Матвеевыми и присвоены права личного почётного гражданства.
В день коронации Александра III он обратился к нему с просьбой разрешить носить фамилию своему внучатому племяннику, внуку сестры Екатерины, бывшей замужем за генерал-майором И. М. Бибиковым. Разрешение было даровано.

## Память
- В Ялуторовске имеется Дом-музей Матвея Ивановича Муравьёва-Апостола[4].